# Fregellae
Fregellae (collocazione storica contesa tra i comuni di Pontecorvo da una parte e Arce dall'altra), fu una città del Latium adiectum, situata lungo la Via Latina fra Aquinum (Aquino) e Frusino (Frosinone), sulla sponda sinistra del fiume Liri.

## Storia

### Fondazione, colonizzazione latina, sviluppo e crisi
Probabilmente fu fondata dagli Osci. Fu quindi occupata e popolata dai Volsci, prima della distruzione ad opera dei Sanniti nel 330 a.C.; la vicina Fabrateria Vetus (oggi Ceccano, fondata anch'essa dai Volsci) chiamò in aiuto Roma contro le minacce dell'espansione sannitica finché nel 328 a.C. i Romani vi stanziarono una colonia di diritto latino nei pressi del Liri, violando un accordo con i Sanniti per cui il territorio ad est del fiume sarebbe rimasto libero dalla colonizzazione romana. La colonia latina venne infatti costruita all'interno del Samnitium ager. I Sanniti di conseguenza occuparono la città nel 320 a.C., fino al 313 a.C. quando la colonia latina fu ricostituita.
Fregellae fronteggiò l'avanzata di Annibale nel 212 a.C. distruggendo il ponte sul Liri.
Prima della definitiva distruzione era un centro molto fiorente ed economicamente centrale nel Lazio meridionale, circondata da fertili valli con risorse idriche abbondanti. Durante il periodo coloniale, racconta Tito Livio, fu popolata anche da quattromila famiglie osco-umbre, nel caso specifico peligne e sannite. Il racconto è confermato dal dato archeologico. Nel 125 a.C. a seguito delle proposte politiche di Marco Fulvio Flacco che voleva estendere i diritti politici romani agli italici la città fu a capo di una rivolta presto sedata. La città fu distrutta e i cittadini deportati a Roma dove furono oggetto di processi e persecuzioni.
Quanti erano rimasti fedeli al senato romano furono inviati come coloni a Fabrateria Nova sull'altra sponda del Liri, nei pressi della confluenza del fiume con il Sacco dove oggi è situata Isoletta frazione di Arce. Il nome di Fregellae sopravviveva nella stazione di posta Fregellanum, lungo la via Latina. Strabone racconta che al tempo di Augusto-Tiberio era poco più di un villaggio, dove gli abitanti fanno mercato e alcune cerimonie sacre.

## Ubicazione
La precisa ubicazione dell'antica Fregellae è sempre stata oggetto di intensa contesa storica tra Arce, da una parte, Pontecorvo dall'altra. L'opinione degli storici più antichi (Volterrano e Sigonio) era unanime nell'indicare Pontecorvo (che da prima del 1400 pone nel proprio stemma cittadino l'acronimo S.P.Q.F., ossia Senatus Popolusque Fregellanus) quale città nata dalle rovine dell'antica Fregellae, opinione a sua volta basata sugli scritti degli storici coevi Livio e Strabone.
L'erudito e storico spagnolo Antonio de Lebrija (Antonius Lebrisensis), nel suo Dizionario del 1492 definisce ad esempio "Fregellae vetus Italiae urbs olim florentissima. Vulgo Ponte Corvo". Anche le bolle papali e i documenti ufficiali dello Stato Pontificio - di cui Pontecorvo era parte come exclave nel Regno delle Due Sicilie - indicano costantemente Pontecorvo quale antica Fregellae ovvero come città nata dalle rovine di essa.
In tempi moderni, si è ritenuto di spostare l'ubicazione di Fregellae rispetto a quanto tramandato dalla storiografia antica per via di scavi archeologici iniziati nel 1978, che hanno portato alla luce alcuni reperti di epoca romana in una porzione di territorio al confine tra il comune di Arce (in località Isoletta) e il comune di Ceprano. Tuttavia, l'irrisoria estensione dell'area riportata alla luce, non più grande di qualche centinaia di metri quadrati, non riesce obiettivamente a dare ragione di una città imponente come Fregellae, che si tramanda essere estesa per circa 90 ettari. In realtà, sempre in base alle fonti antiche, i reperti portati alla luce nel territorio tra Arce e Ceprano ed aventi un legame con Fregellae potrebbero essere con ogni probabilità semplicemente quelli dell'antico Diversorium Fregellanum descritto dal Cluverio, un tempo esistente proprio nei pressi di Ceprano, quale vico di modeste dimensioni costituito da una parte dei fregellani scampati alla definitiva distruzione di Fregellae per mano di Roma, mentre altra parte si rifugiò a Fabrateria Nova (sita tra San Giovanni Incarico e Falvaterra). Di tale Diversorio resta ancora traccia in tempi relativamente moderni, quale luogo di sosta sulla via Latina, da cui, presumibilmente, andò prendendo vita l'attività di dogana e di pedaggio esercitata per diversi secoli nel medesimo luogo di confine tra Ceprano ed Arce.

### Area archeologica

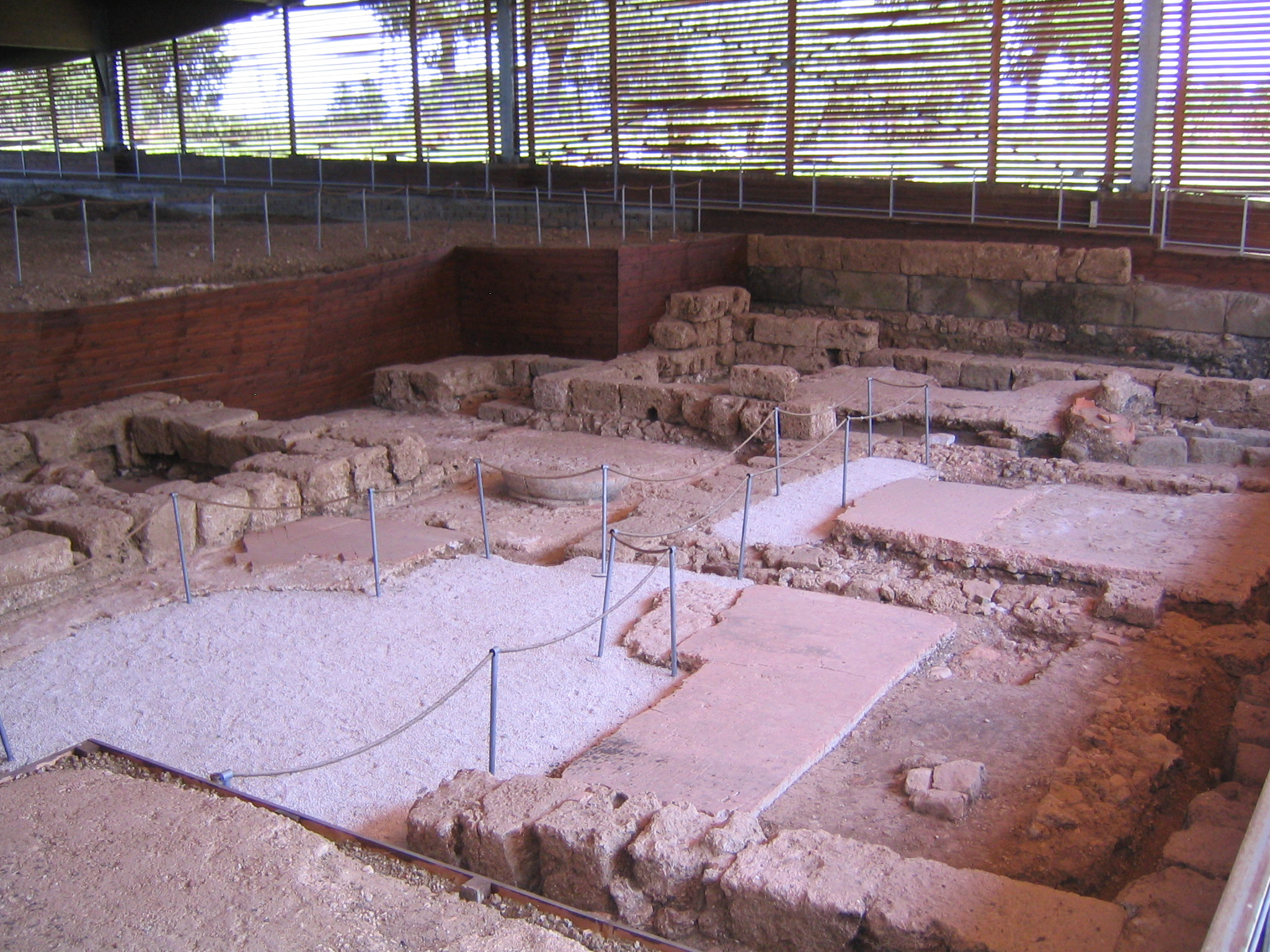
Bagni

Scavi nel sito della città latina iniziarono nel 1978, portando alla luce nel territorio di Arce reperti di età repubblicana, altrove scomparsi, e un tempio di Esculapio.